# Бактуу-Долоноту
Бактуу-Долоноту (кирг. Бактуу-Долоноту, до 200? г. — Прогресс) — село в Иссык-Кульском районе Иссык-Кульской области Кыргызстана. Входит в состав Бостеринского аильного округа. Код СОАТЕ — 41702 215 808 02 0.

## Население
По данным переписи 2009 года, в селе проживало 3219 человек.